# Steven Soderbergh
Steven Andrew Soderbergh (* 14. ledna 1963 Atlanta, Georgie) je americký režisér, kameraman, scenárista, střihač, producent a (hlavně ve svých filmech) také občasný herec.
Jeho nejznámějšími filmy jsou trilogie Dannyho parťáci a Erin Brockovich. Roku 2000 získal Oscara za nejlepší režii za snímek Traffic- nadvláda gangů. Jeho nezávislé drama Sex, lži a video (1989) získalo Zlatou palmu na filmovém festivalu v Cannes a stalo se celosvětovým komerčním hitem. Sám Soderbergh jako druhý nejmladší člověk v historii získal Zlatou palmu.
Režíroval také menší, méně konvenční díla, jako je tajemný thriller Kafka (1991), který se natáčel v Praze, experimentální komediální film Schizopolis (1996), který má nelineární příběh, dramatický film Dívka na přání (2009) o luxusní call girl, experiment Bublina (2005), natočený bez scénáře a s amatérskými neherci či experimentální retrospektivní mysteriózní krimithriller Angličan (1999) o otci, mstící smrt své jediné dcery.
Soderbergh také režíroval, nasnímal na kameru a sestříhal všechny epizody televizního seriálu Knick: Doktoři bez hranic. Kromě toho produkoval řadu filmů a televizních pořadů.
Jeho častými spolupracovníky jsou hudební skladatelé Cliff Martinez (9 filmů a 2 seriály), David Holmes (6 filmů) a Thomas Newman (5 filmů) a herci George Clooney (6 filmů), Matt Damon (8 filmů) a v poslední době také Channing Tatum (4 filmy).

## Život

### Dětství a mládí
Soderbergh se narodil 14. ledna 1963 v Atlantě v Georgii Mary Ann a Peter Andrew Soderberghovi, který byl univerzitním správcem. Jeho rodina pochází ze Švédska a Irska. V sedmi letech se společně s rodinou přestěhoval kvůli práci otce do Louisiany. V patnácti letech se zapojil do studentské filmařské společnosti, kde natáčel krátké filmy. Po absolvování střední školy odešel do Hollywoodu a pracoval jako střihač. Kvůli minimu pracovních příležitostí se vrátil zpět domů a začal psát vlastní scénáře. První uznání za větší projekt získal za dokument (Yes: 9012 Live) o rockové skupině Yes z roku 1986. Byl nominován na cenu Grammy v kategorii dlouhometrážní hudební video.

### Rodina
Byl dvakrát ženatý: poprvé se oženil s Betsy Brantleyovou v roce 1989 (rozešli se roku 1994), jeho druhá manželka je Jules Asner, s kterou se oženil v roce 2003. S prvního manželství má dceru (narodila se roku 1990), své druhé dítě zplodil s Australankou Frances Lawrence Andersonovou. Také má bratra jménem Charley. V současnosti žije v New Yorku.

## Kariéra

### Počátky
Po úspěchu svého prvního projektu Yes: 9012 Live natočil roku 1987 krátký snímek Winston, který dva roky na to přepracoval na svůj celovečerní debut, festivalový hit Sex, lži a video, za který jako druhý nejmladší člověk v historii získal Zlatou palmu v Cannes a také byl nominován na Oscara za nejlepší scénář. Ve filmu si zahráli např. Andie Macdowall a James Spader a byl to první film, na kterém spolupracoval s Cliffem Martinezem, jenž byl takřka jeho dvorní skladatel dalších 13 let. Zajímavostí je, že Soderbergh napsal scénář za pouhých osm dní.

### 90. léta
Prvním filmem, který v devadesátých letech natočil byl Kafka (1991) s Jeremy Ironsem v hlavní roli. Film pozoruhodně mixoval skutečný život Franze Kafky s fikcí. Snímek se natáčel celý v Praze a byl to velký propadák. Zajímavostí je, že k filmu napsal scénář Lem Dobbs, s kterým Soderbergh spolupracoval ještě na filmech Angličan a Zkrat.
Dalším projektem byl kriticky velmi dobře přijatý King of the Hill z roku 1993 s Adrienem Brodym o chlapci, který se snaží zachránit svojí rodinu před rozpadem. Snímek ovšem opět propadl.
Snahou dostat se opět na vrchol měl být thriller Skryté zlo (1995), ke kterému si Soderbergh napsal scénář. Film z nějakého důvodu naprosto propadl (z 6 milionového rozpočtu vydělal pouze 0.5 milionu) a kritiky byl označen za špatný. Se Soderbergovou kariérou to začalo vypadat špatně.
Roku 1996 natočil Soderbergh své dva nejzapadlejší a nejméně známé snímky Schizopolis, ve kterém si zahrál, napsal ho, zrežíroval a ještě natočil na kameru a Gray's anatomy s hercem Spaldingem Grayem, o kterém v roce 2010 natočil dokument And Everything Is Going Fine.
V roce 1998 se mu podařilo vrátit romantickou krimikomedií Zakázané ovoce (což byl první film, na kterém nespolupracoval s Cliffem Martinezem) s Georgem Clooneym, Jennifer Lopez, Samuel L. Jacksonem a Michaelem Keatonem. Snímek o bankovním lupiči, který se zamiluje do policistky (a naopak) byl úspěšný a díky tomu sehnal Soderbergh peníze na svůj nejexperimentálnější film.
Tím snímkem byl Angličan, natočený v roce 1999, experimentální retrospektivní mysteriózní krimi thriller, se kterým si Soderbergh opravdu vyhrál. Soderbergh si zde pohrál s časovou posloupností scén, s hudbou, střihem a zvukovými ruchy, což s filmu dělá jeho nejosobitější a nejstylovější dílo (Soderbergh použil jako flashbacky záběry z filmu Poor Crow Kena Loache, ve kterém si také zahrál Terence Stamp (dokonce měla jeho postava stejné jméno)). Snímek měl opravdu všechno: skvělého režiséra, pohodový děj (otec se po devíti letech ve vězení vydává do Los Angelas, aby pomstil smrt své dcery), skvělé herce (Terrence Stampa, Petera Fondu, Luise Guzmána a další), geniální hudbu Cliffa Martineze a nádherné prostředí (Big Sur). Přesto však propadl. Ale to už Soderbergha netrápilo, protože za rok ho čekaly snímky, které změnily jeho kariéru.

### Po roce 2000
Rok 2000 byl pro Soderbergha opravdu úspěšný. Nejprve natočil snímek Erin Brockovich s Julii Roberts o ženě, která bojuje proti společnosti, která zamořuje zemi v jedno městečku, a poté Traffic- nadvláda gangů o boji proti drogám s Michael Douglasem, Catherine Zeta- Jones, Beniciem Del Torem, Dennisem Quidem, Joshem Brolinem, Albertem Finneyem a Salmou Hayek. S oběma si Soderbergh vyhrál a za oba byl nominovaný na Oscara, z nichž za druhý jmenovaný ho skutečně získal.
Roku 2001 následoval film Dannyho parťáci, v němž si zahrálo mnoho hvězd, např. George Clooney, Matt Damon, Brad Pitt, Julie Roberts a další. Po tomto snímku však následovalo slabší období.
V roce 2002 natočil hned dva filmy. První byl sci-fi Solaris s Georgem Clooneym podle stejnojmenné knihy Stanislawa Lema a druhý byl film Hollywood, Hollywood s Davidem Duchovnym. Ani jeden však nebyl příliš úspěšný. Právě na filmu Solaris se přetrhla spolupráce mezi Soderbergem a Martinezem. Trvalo dlouhých devět let, než se oba sešli u dalšího projektu.
Dalším snímkem bylo pokračování Dannyho parťáků v roce 2004. Snímek však nebyl příliš dobře hodnocen a nevydělal tolik peněz co první díl (navzdory ještě hvězdnějšími obsazení). Téhož roku ještě Soderbergh přispěl do povídkového díla Eros (do tohoto díla přispěli ještě Wong Kar-Wai a Michelangelo Antonioni).
Roku 2005 natočil nevýrazný experimentální (natáčelo se bez scénáře a s amatérskými herci) snímek Bublina.

### Po roce 2005
Následujícího roku šel do kin film Berlínské spiknutí s Georgem Clooneym a Catte Blanchet, který měl vysoké ambice. Ovšem to byl právě jeho problém. Film propadl jak kriticky tak finančně a kromě nominace na Oscara za nejlepší hudbu (pro Thomase Newmana) nebyl na žádné jiné ocenění nominován. Se Soderbergem to zase začalo vypadat špatně.
Úspěšné bylo až pokračování Dannyho parťáci 3 z roku 2007. Snímek sice nebyl kritiky ani diváky hodnocen tak dobře jako první díl, ale byl hodnocen výš než díl druhý a také víc vydělal.
Následující rok natočil Soderbergh povedený dvoudílný cyklus o Che Guevarovi Che Guevara a Che Guevara: Partyzánská válka s Beniciem Del Torem. Snímek měl velký úspěch na Kubě, ale v dalších zemích již takový úspěch nezopakoval.

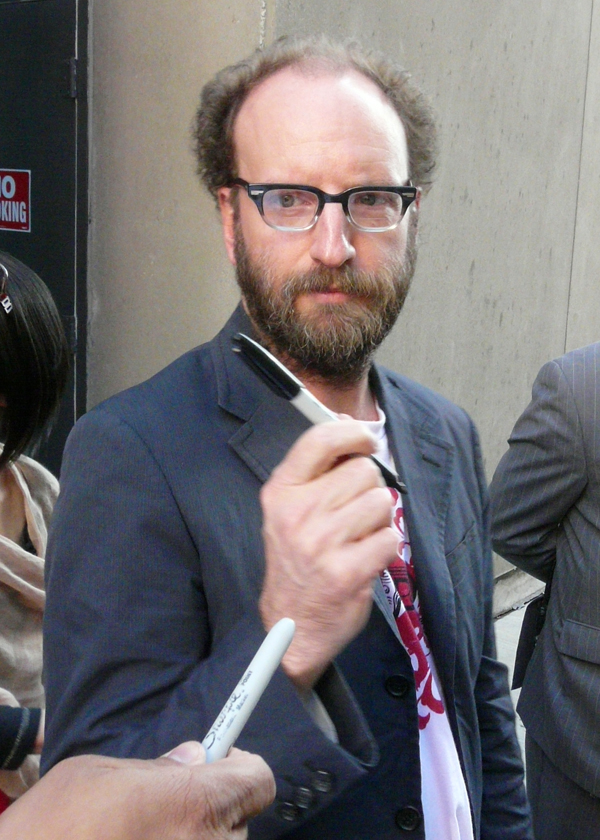
Steven Soderbergh na premiéře filmu Che Guevara

Roku 2009 natočil Soderbergh dva nepřílíš povedené snímky Informátor! s Mattem Damonem a Dívka na přání s pornoherečkou Sashou Greyovou. Právě druhý s těchto snímků je považován za Soderberghův nejhorší a oba dva propadli (jak finančně, tak kriticky).

### Po roce 2010
Pro Soderbergha byl vstup do nového desetiletí celkem úspěšný.
Roku 2011 natočil dva snímky. Prvním byl nepříliš povedený thriller Zkrat s Michaelem Douglasem, Michaelem Fassbenderem, Ewanem Mcgregorem, Billem Paxtonem a Channingem Tatumem a druhým dobře přijatý film Nákaza s Judem Lawem, Kate Winslet, Mattem Damonem, Marion Cotillard, Laurencem Fishburnem a Gwyneth Paltrow. Soderbergh tento film věnoval své kočce.Na Nákaze to bylo po dlouhé době poprvé, co spolupracoval s Cliffem Martinezem (později spolu ještě spolupracovali na seriálu Knick: Doktoři bez hranic).
V roce 2012 následoval úspěšný, ale nepříliš povedený film Bez kalhot o pánských striptérech v hlavní roli s Matthew McConaughheyem a opět s Channingem Tatumem podle jeho vlastních zkušeností, když se jako striptér živil.

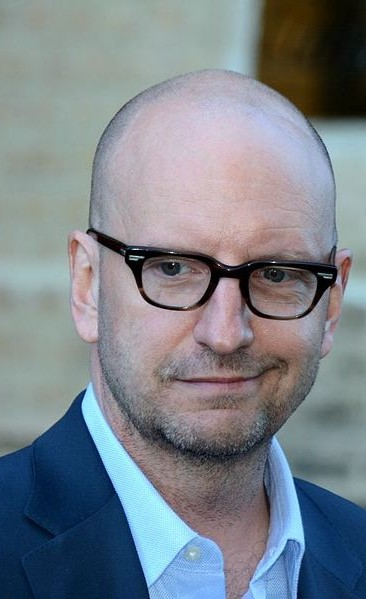
Steven Soderbergh v roce 2013.

Ovšem opravdu se Soderbergh vrátil až roku 2013 geniálním thrillerem s hvězdnými herci Vedlejší účinky a televizním Liberace! s Michaelem Douglasem a Mattem Damonem o slavném pianistovi Liberacim a jeho milenci. Ačkoli byl film v Evropě promítán v kinech, v Americe běžel pouze na televizní stanici HBO.

### Seriály a dokumenty
Steven Soderberbergh netočí pouze filmy, ale točí i seriály. První zkušenosti s nimi získal v roce 1993, kdy natočil dva díly seriálu Padlí Andělé. Dále režíroval seriály K Street (2003) a Knick: Doktoři bez hranic (2014) a podílel se na seriálu Unscripted (2005).

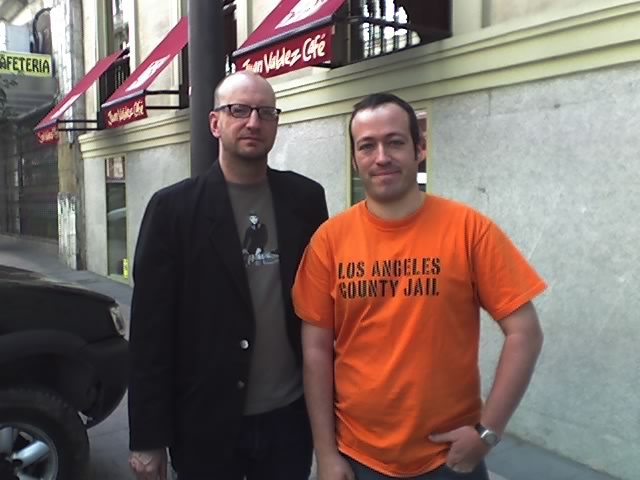
Steven Soderbergh s fanouškem v Madridu

Také vytvořil dva dokumenty. Prvním byl Yes: 9012 Live, který natočil v roce 1986. Druhým byl v roce 2010 And Everything Is Going Fine o americkém herci Spaldingu Grayovi.

## Ostatní projekty
V roce 2017 natočil Soderbergh krimikomedii Loganovi parťáci s Danielem Craigem a Chaningem Tatumem. Následujícího roku se chopil režie seriálu Mozaika s Sharon Stone. Současně se seriálem byla též spuštěna mobilní aplikace, ve které si diváci mohli sestavit seriál podle sebe.
Jedním z jeho posledních zářezů na režisérské stoličce je horor Nepříčetná (2018), který celý natočil na svůj mobilní telefon.
Soderbergh poté prohlásil, že je z kvalitou záznamu a zvukem natolik spokojený, že již nebude používat klasickou filmovou kameru.
Roku 2019 natočil dva snímky: sportovní drama High Flying Bird a komediální drama Prací automat.

### Nerealizované scénáře a filmy
Soderbergh téměř natočil adaptaci knihy Moneyball, kde měli hrát Brad Pitt a Demetri Martin . Neshody mezi firmou Sony a Soderberghem o scénáři však vedly k vyhození Soderbergha z projektu jen několik dní před začátkem natáčení v červnu 2009. Film byl nakonec natočen režisérem Bennettem Millerem a byl nominován na Oscara za nejlepší film .
Soderbergh též plánoval na počátku roku 2012 natočit film Krycí jméno U.N.C.L.E . Na postu režiséra ho však nakonec nahradil Guy Ritchie. Výsledný film měl premiéru v roce 2015 se smíšenými recenzemi a neuspokojivými tržbami.
Soderbergh chvíli pracoval se scenáristou Scottem Z. Burnsem na biografii kontroverzní režisérky nacistické éry Leni Riefenstahl, ale nakonec on a Burns tento scénář nezrealizovali, protože prý byl příliš nekomerční a místo toho natočili snímek Nákaza.

## Další profese
Soderbergh není pouze režisér: zde jsou profese, které někdy vykonával:

### Kameraman
Poprvé dělal kameramana v roce 1996, u svého filmu Schizopolis. Tuto práci však pravidelně začal vykonávat až od roku 2000. Od té doby (s výjimkou snímku Erin Brockovich) si všechny své filmy nasnímal na kameru. Kameramana však nedělá jen u svých snímků, např. v roce 2015 nasnímal pokračování svého vlastní filmu Bez kalhot, Bez kalhot XXL.

### Scenárista
Soderbergh si napsal scénář hned k několika svým filmům. Prvním byl Winston, dalšími byly Sex, lži a video, King of the Hill, Skryté zlo, Schizopolis, Solaris a jeho povídka v povídkovém filmu Eros. Spolu s Edem Solomonem napsal seriál Mozaika (2018).
Také byl spoluscenárista u dvou filmů jiných režisérů: Hlídač mrtvých (1997) a Mistr zločinu (2004).

### Střihač
Střihačství se věnuje pravidelně hlavně u svých snímku (s výjimkou už zmiňovaného filmu Bez kalhot XXL, který točil jiný režisér). Zde je seznam:

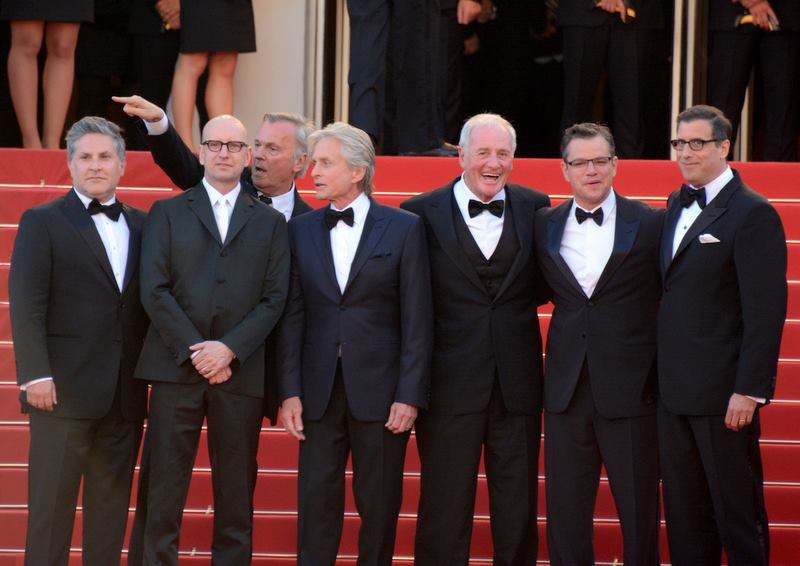
Steven Soderbergh (druhý zleva v popředí) na premiéře filmu Liberace! v Cannes.

| 2018 | Nepříčetná          |
| 2017 | Loganovi parťáci    |
| 2015 | Bez kalhot XXL      |
| 2013 | Liberace! (TV film) |
|      | Vedlejší účinky     |
| 2012 | Bez kalhot          |
| 2011 | Zkrat               |
| 2009 | Dívka na přání      |
| 2006 | Berlínské spiknutí  |
| 2005 | Bublina             |
| 2004 | Eros                |
| 2002 | Solaris             |
| 1993 | King of the Hill    |
| 1991 | Kafka               |
| 1989 | Sex, lži a video    |

### Herec
Objevil se v několika dokumentech a (především svých) filmech, např. Schizopolis, Dannyho parťáci, Hollywood, Hollywood a Nákaza. Jediným filmem, kde si zahrál, ale nerežíroval ho je Sním či Bdím?

### Producent
Soderbergh produkoval několik filmů (žádný není jeho). Zde je jejich seznam:
- 1996 - Cesta do města
- 1998 - Městečko Pleasantville
- 2002 - Bombakšeft
- 2004 - Mistr zločinu
- 2005 - Svěrací kazajka
- 2009 - Muž v pokušení
- 2018 - Debbie a její parťačky

## Citáty
| „                   | Pokud hledáte spravedlivé, jste z jiného vesmíru. | “ |
| — Steven Soderbergh |                                                   |   |

| „                   | Filmy jsou jako sex. Pokud potěším někoho jiného, jsem spokojen. | “ |
| — Steven Soderbergh |                                                                  |   |

## Zajímavosti
- Sám Soderbergh má svou vlastní webovou stránku s názvem extension765.com, kde se dělí na svém blogu (Soderblog) o různé zajímavosti z natáčení.

## Režijní filmografie (kompletní)
- 2025: Operace Black Bag
- 2024: Presence
- 2023: Bez kalhot: Poslední tanec
- 2022: Kimi
- 2021: Žádné prudké pohyby
- 2020: Nechte je všechny mluvit
- 2019: High Flying Bird
- 2019: Prací automat

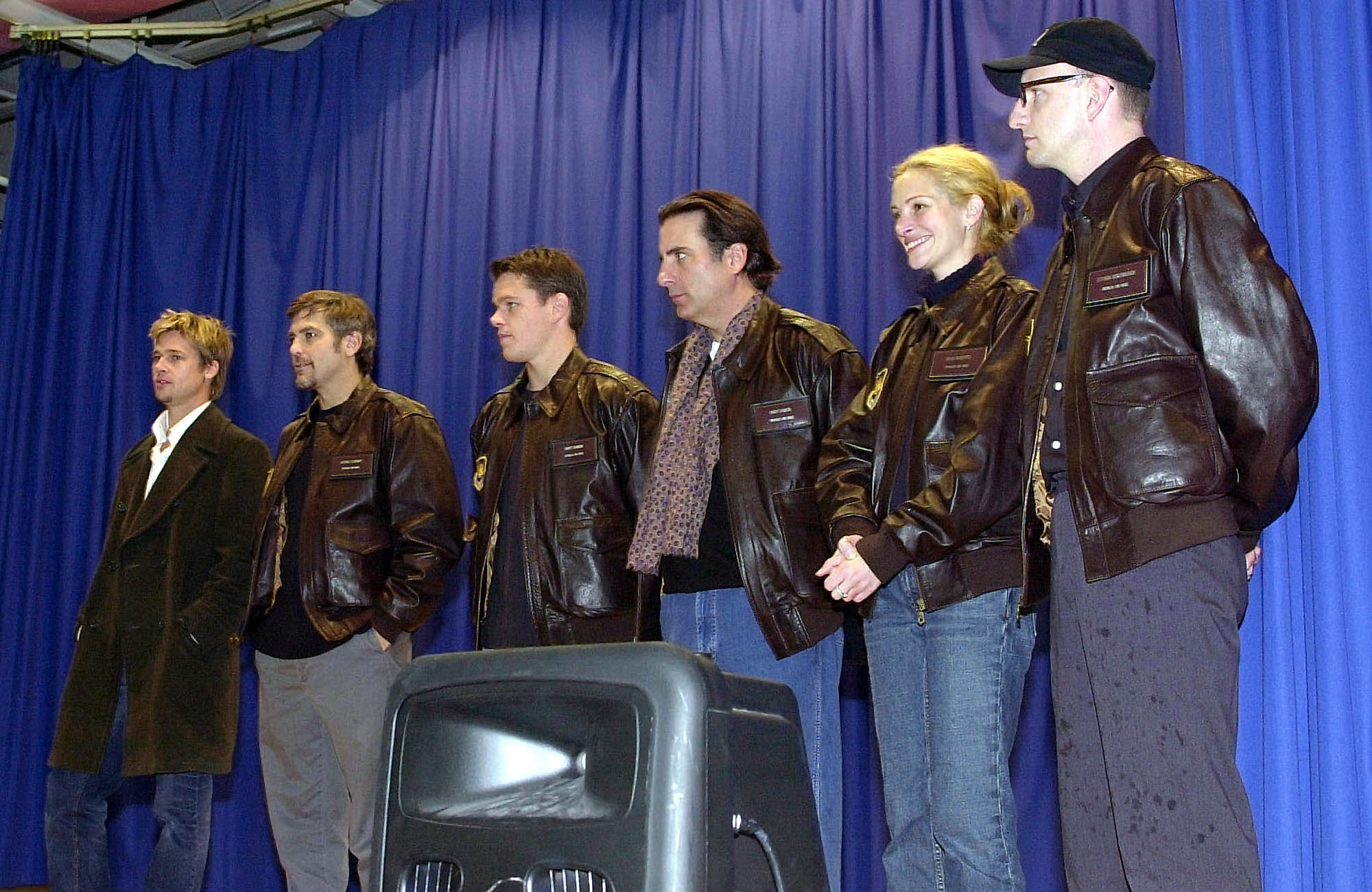
Steven Soderbergh (poslední vpravo) na konferenci o filmu Dannyho parťáci

- 2018: Mozaika (seriál, všechny díly)
- 2018: Nepříčetná
- 2017: Loganovi parťáci
- 2014: Knick: Doktoři bez hranic (seriál, všechny díly)
- 2013: Liberace! (Tv film)
- 2013: Vedlejší účinky
- 2012: Bez kalhot
- 2011: Zkrat
- 2011: Nákaza
- 2010: And Everything Is Going Fine (dokument)
- 2009: Dívka na přání
- 2009: Informátor!
- 2008: Che Guevara
- 2008: Che Guevara: Partyzánská válka
- 2007: Dannyho parťáci 3
- 2006: Berlínské spiknutí
- 2005: Bublina
- 2005: Unscripted (seriál, několik dílů)
- 2004: Dannyho parťáci 2
- 2004: Eros (jedna povídka)
- 2003: K Street (seriál, všechny díly)
- 2002: Solaris
- 2002: Hollywood, Hollywood
- 2001: Dannyho parťáci
- 2000: Erin Brockovich
- 2000: Traffic - nadvláda gangů
- 1999: Angličan
- 1998: Zakázané ovoce
- 1996: Schizopolis
- 1996: Gray's Anatomy
- 1995: Skryté zlo
- 1993: King of the Hill
- 1993: Padlí andělé (seriál, 2 díly)
- 1991: Kafka
- 1989: Sex, lži a video
- 1987: Winston (krátký film)
- 1986: Yes: 9012 Live (video-dokument, záznam z koncertu skupiny Yes)

## Herecká filmografie (kompletní)

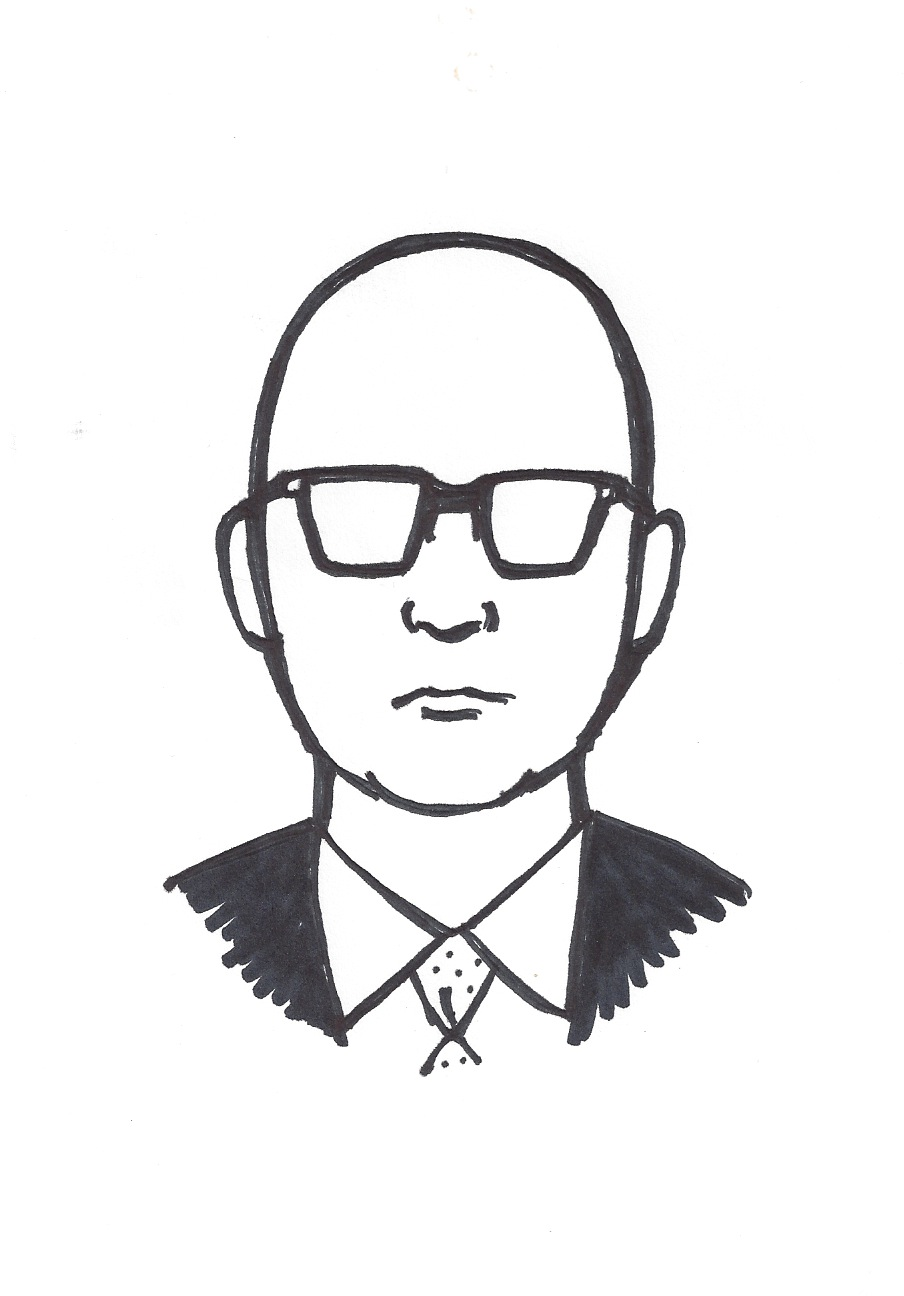
Kresba Stevna Soderbergha od jeho bratra Charleyho.

- 2011: Nákaza
- 2002: Hollywood, Hollywood
- 2001: Dannyho parťáci
- 2001: Sním či bdím?
- 1996: SchizopolisKresba Stevna Soderbergha od jeho bratra Charleyho.